# Марія Гімарайнська
Марі́я (порт. Maria; 12 серпня 1538 — 7 вересня 1577) — португальська інфанта, принцеса Пармська (1565—1577). Представниця Авіської династії. Народилася в Лісабоні, Португалія. Старша донька гімарайнського герцога Дуарте I й браганської герцогині Ізабели. Онука португальського короля Мануела I, небога португальського короля Жуана III. Дружина пармського герцога Алессандро Фарнезе (з 1565). У шлюбі мала трьох дітей — Маргариту, Рануччо I й Одоардо. Померла в Пармі, Італія.

## Імена
- Марі́я Авіська (порт. Maria de Avis) — за назвою династії.
- Марія Гімара́йнська (порт. Maria de Guimarães) — за батьківським герцогським титулом.
- Марі́я Па́рмська (порт. Maria de Parma) — за герцогським титулом чоловіка.
- Марі́я Португа́льська (італ. Maria di Portogallo, порт. Maria de Portugal) — за назвою країни.

## Біографія
Марія народилася 12 серпня 1538 року в Лісабоні (за іншими даними — 8 грудня того ж року). Вона була старшою донькою гімарайнського герцога Дуарте I, сина португальського короля Мануела I, і браганської герцогині Ізабели. Дівчинка отримала першокласне виховання — вона знала давньогрецьку і латину, вивчала філософію, математику, природничі науки і Святе Письмо.
Завдяки пропозиціям кастильського короля Феліпе II та пармського герцога Оттавіо Фарнезе, Марія мусила вийти заміж за Алессандро Франезе, герцогського сина, спадкоємця пармського престолу. 14 вересня 1565 року вона виїхала з Лісабона до Брюсселя, до двору Феліпе ІІ. Шлюб відсвяткували 8 листопада того ж року (за іншими даними — 11 листопада, або 30 листопада). Церемонія і гуляння були дуже пишними. Ставши дружиною Алессандро, інфанта Марія отримала титул принцеси-спадкоємниці Пармської.
1566 року Марія переїхала з чоловіком до Парми. Наступного року в неї народилася перша дитина — Маргарита. 1569 року Марія народила сина Рануччо, майбутнього герцога Парми, а 1573 року — Одоардо, майбутнього кардинала.
Марія прославилися за життя як меценатка і дуже побожна жінка. Вона привезла до Італії так звану «Кулінарійну книгу інфанти Марії», яка зберігається в Неаполітанській бібліотеці. Їй належить «Духовний каталог» (порт. Directório espiritual) з цитатами Святих Отців.
Марія померла 7 вересня 1577 року в Пармі, у 39-річному віці. Її тіло поховали у міській Церкві святої Марії Магдалини, а 1823 року за наказом Марії-Луїзи перепоховали у Пармській базиліці Діви Марії поруч із Алессандро.
Першу біографію Марії — «Життя і смерть найяснішої Марії Португальської, принцеси Пармської і П'яченцької» написав єзуїт Себаштіан Морайш, що був її сповідником, а згодом працював у Японії. Ця праця вийшла італійською 1578 року в Болоньї та 1602 року в Римі.
У ряді джерел Марію називають герцогинею Пармською, проте вона не мала цього титулу, оскільки її чоловік став герцогом 1586 року після смерті батька Оттавіо, через 9 років після смерті Марії.

## Сім'я
- Батько: Дуарте (1515 —1540), герцог Гімарайнський (1537—1540)
- Чоловік: Алессандро Фарнезе (1545—1592), герцог Пармський (1586—1592).
  - Маргарита Фарнезе (7 листопада 1567 — 13 квітень 1643), в 1581 році одружилась з  Вінченцо I Гонзага 
  - Рануччо I Фарнезе (28 березня 1569 — 5 березня 1622), з 1600 одружений з Маргаритою Альдобрандіні
  - Одоардо Фарнезе (6 грудня 1573 — 21 листопад 1626), кардинал.

## У культурі

### Образотворче мистецтво

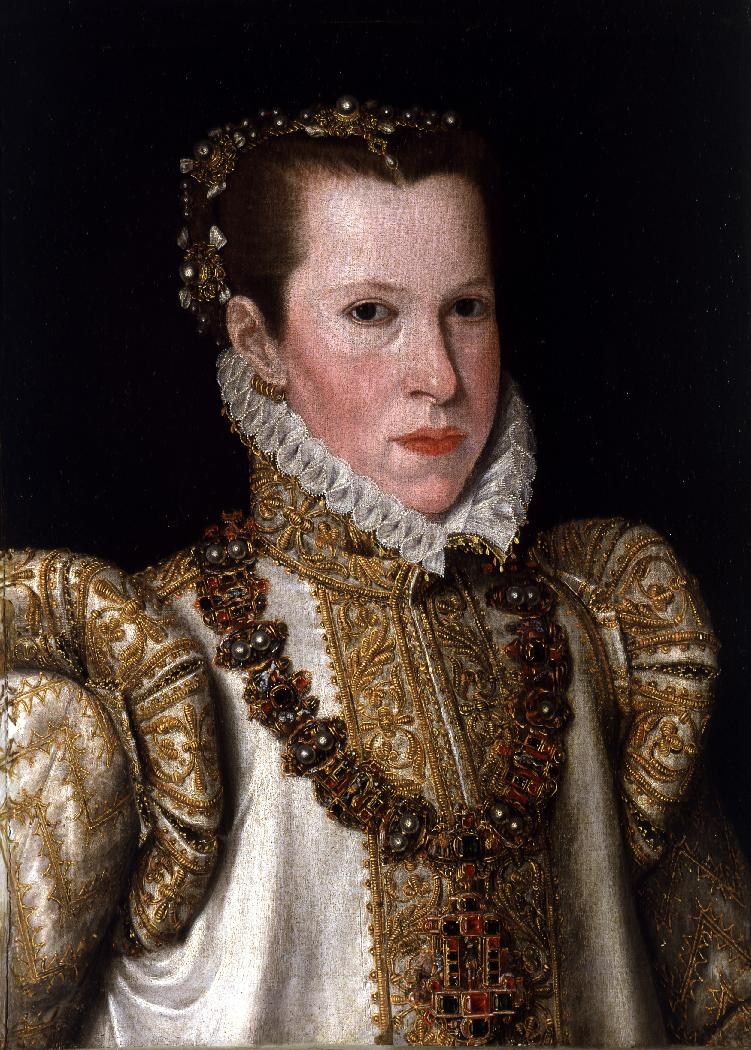
1550, А. Мор
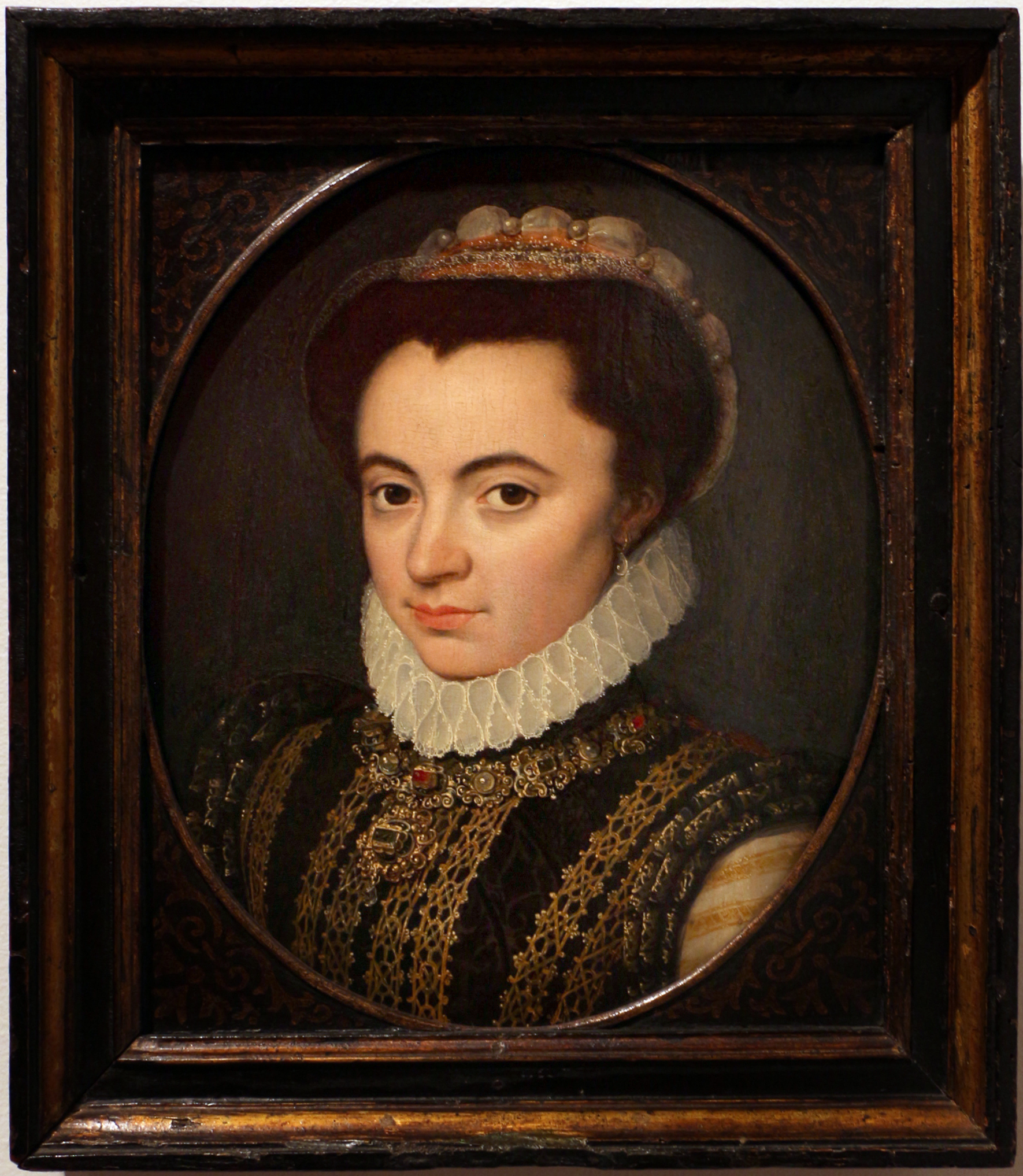
1555, А. Мор
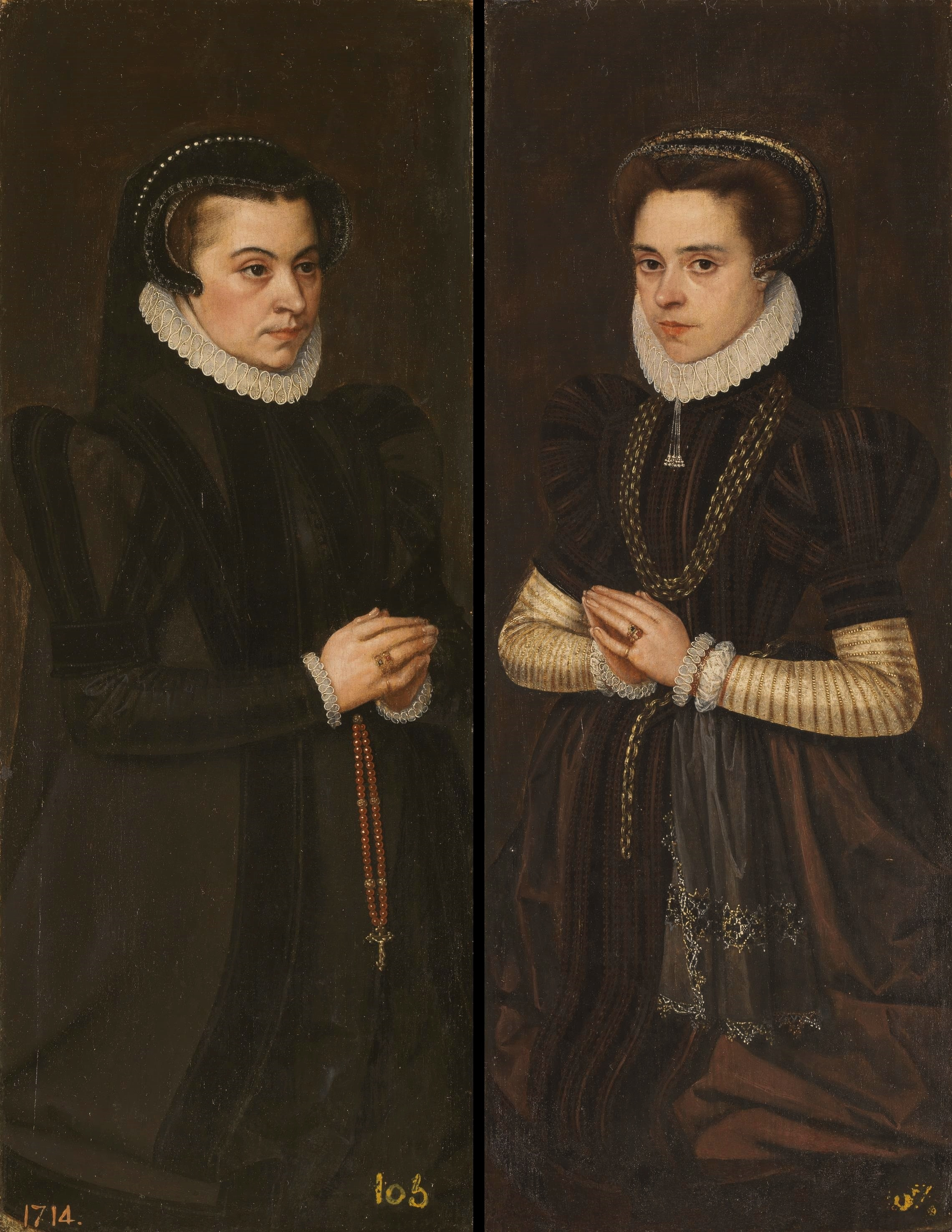
1565, А. Мор
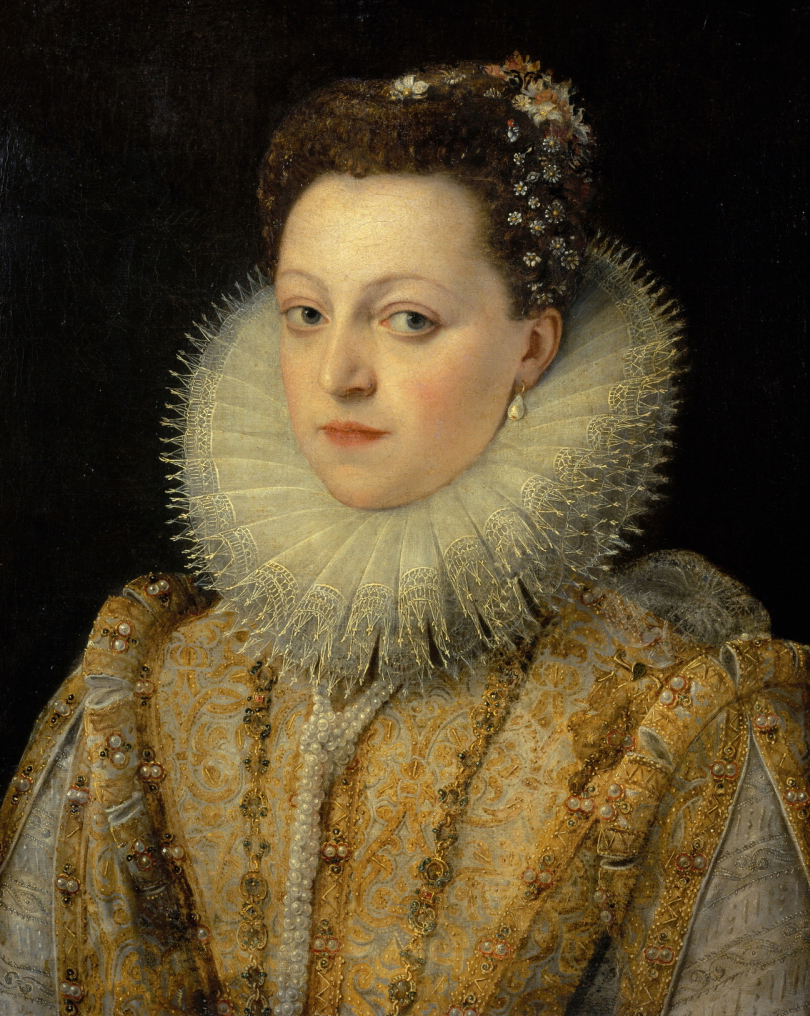
1570, П. Порб
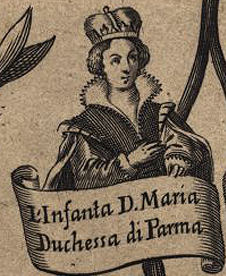
XVII ст.